# لوگوفسکویه
لوگوفسکویه (به لاتین: Logovskoye) یک منطقهٔ مسکونی در روسیه است که در سرزمین آلتای واقع شده‌است.